# Kolej linowo-terenowa Diana w Karlowych Warach

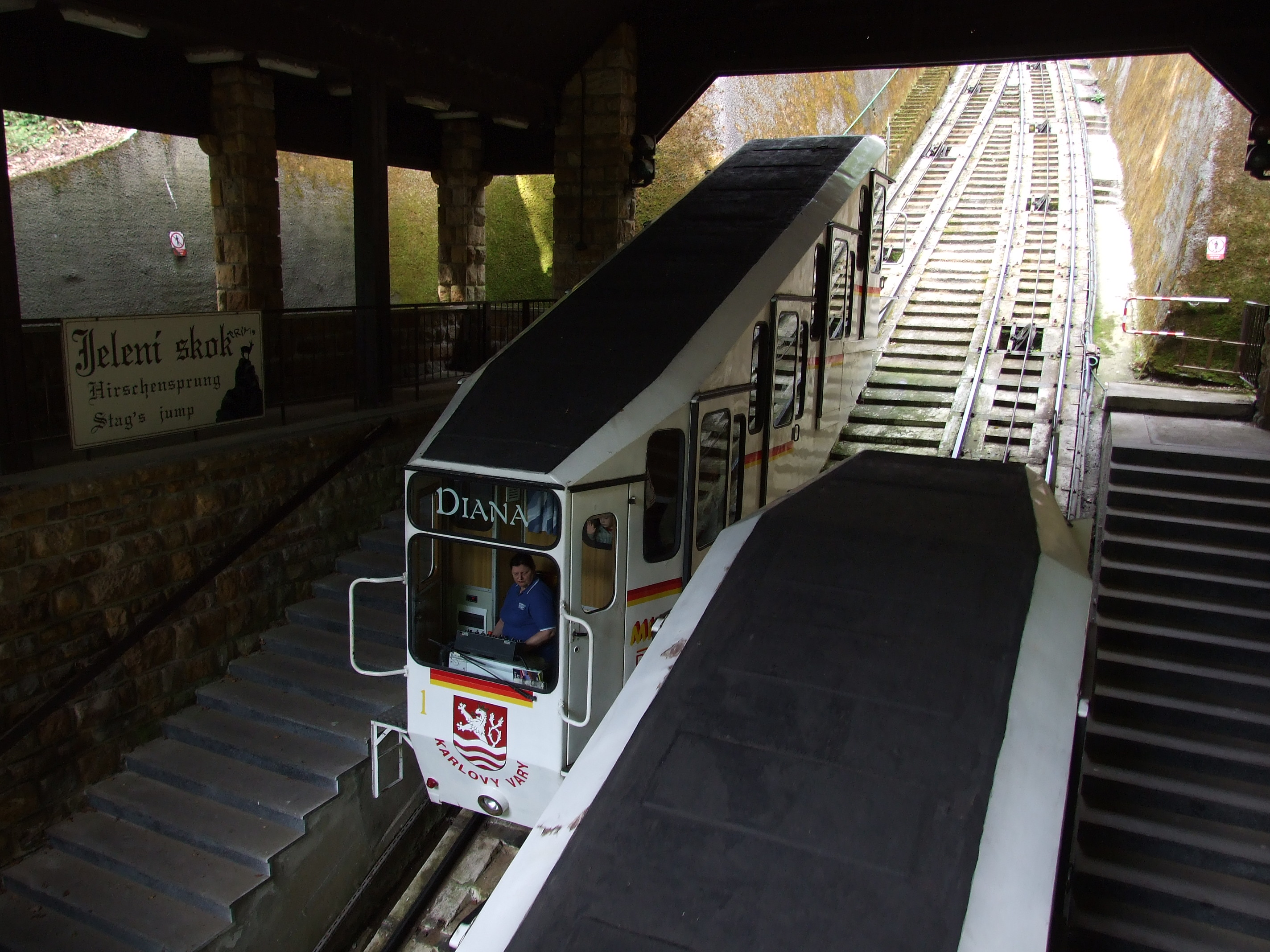
Wagony na stacji Jeleni Skok

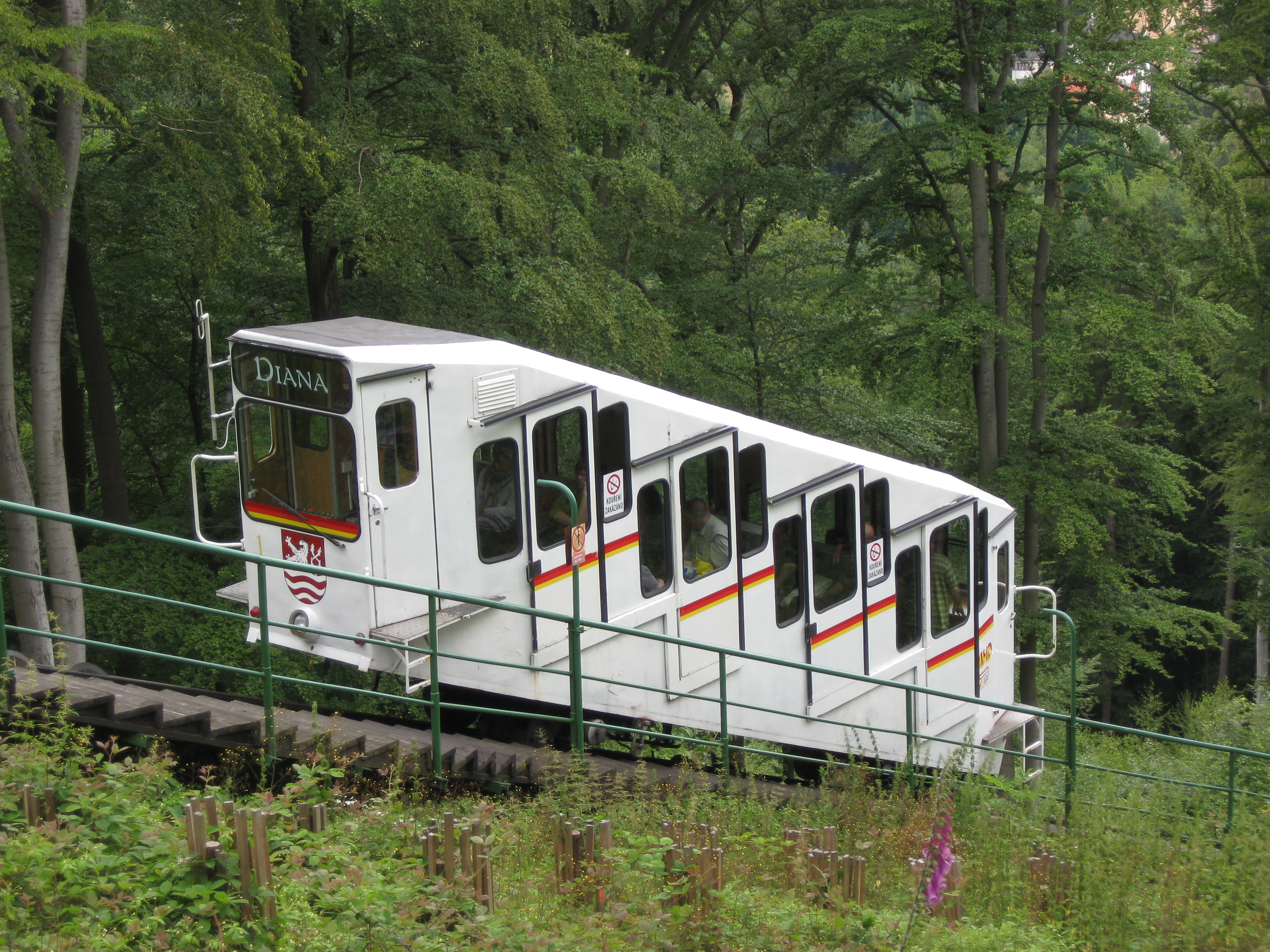
Wagon kolei Diana na trasie

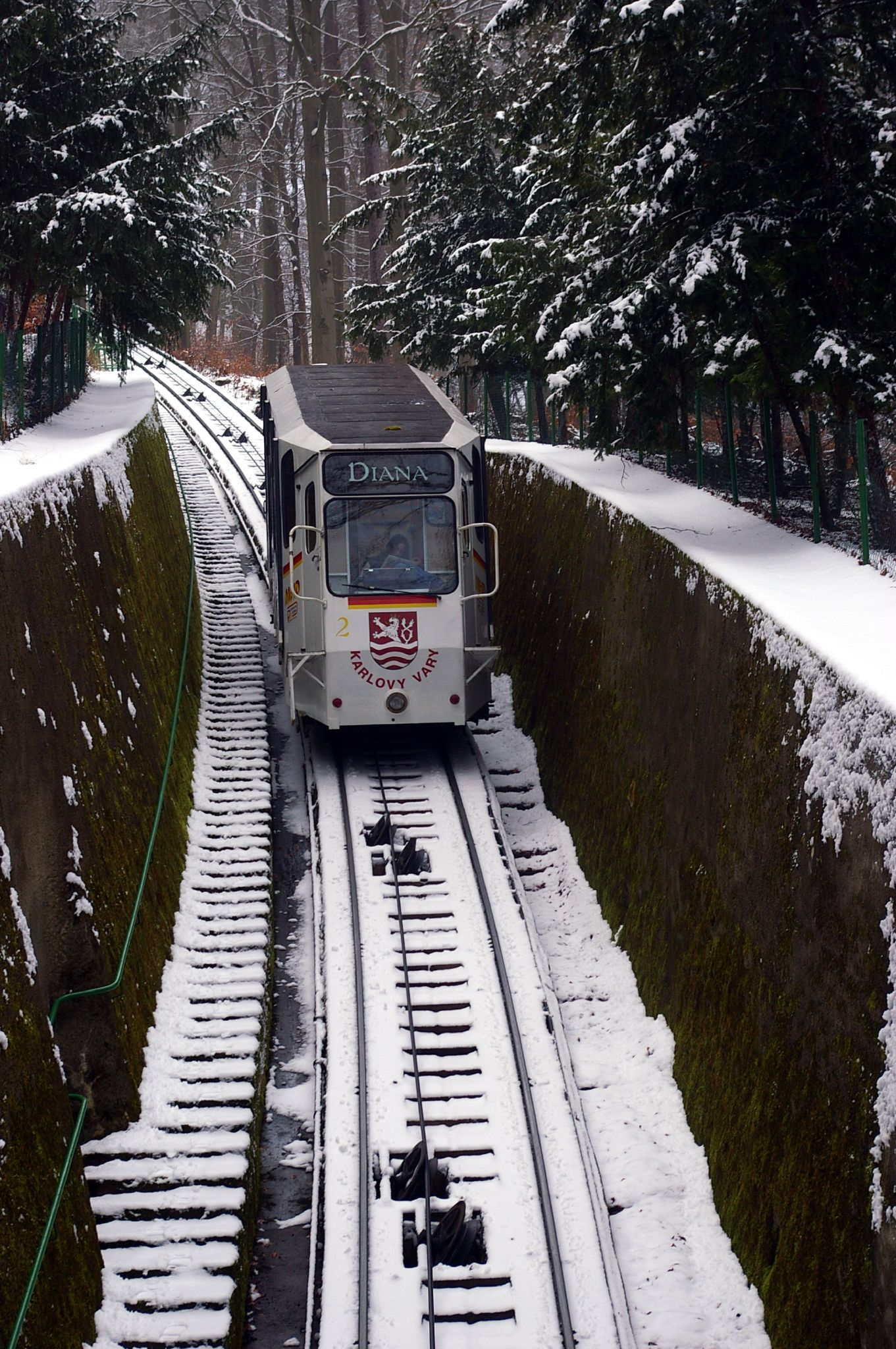
Wagon kolei Diana na trasie

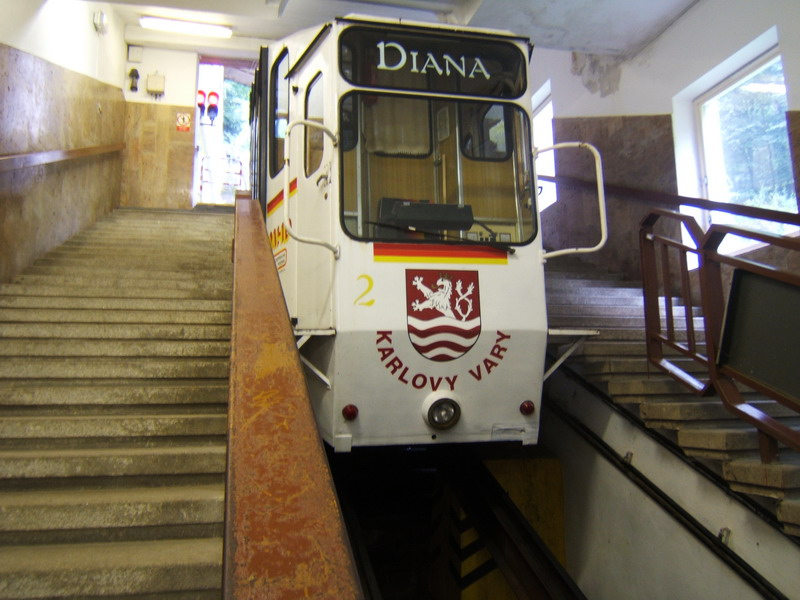
Wagon na stacji Hotel Pupp

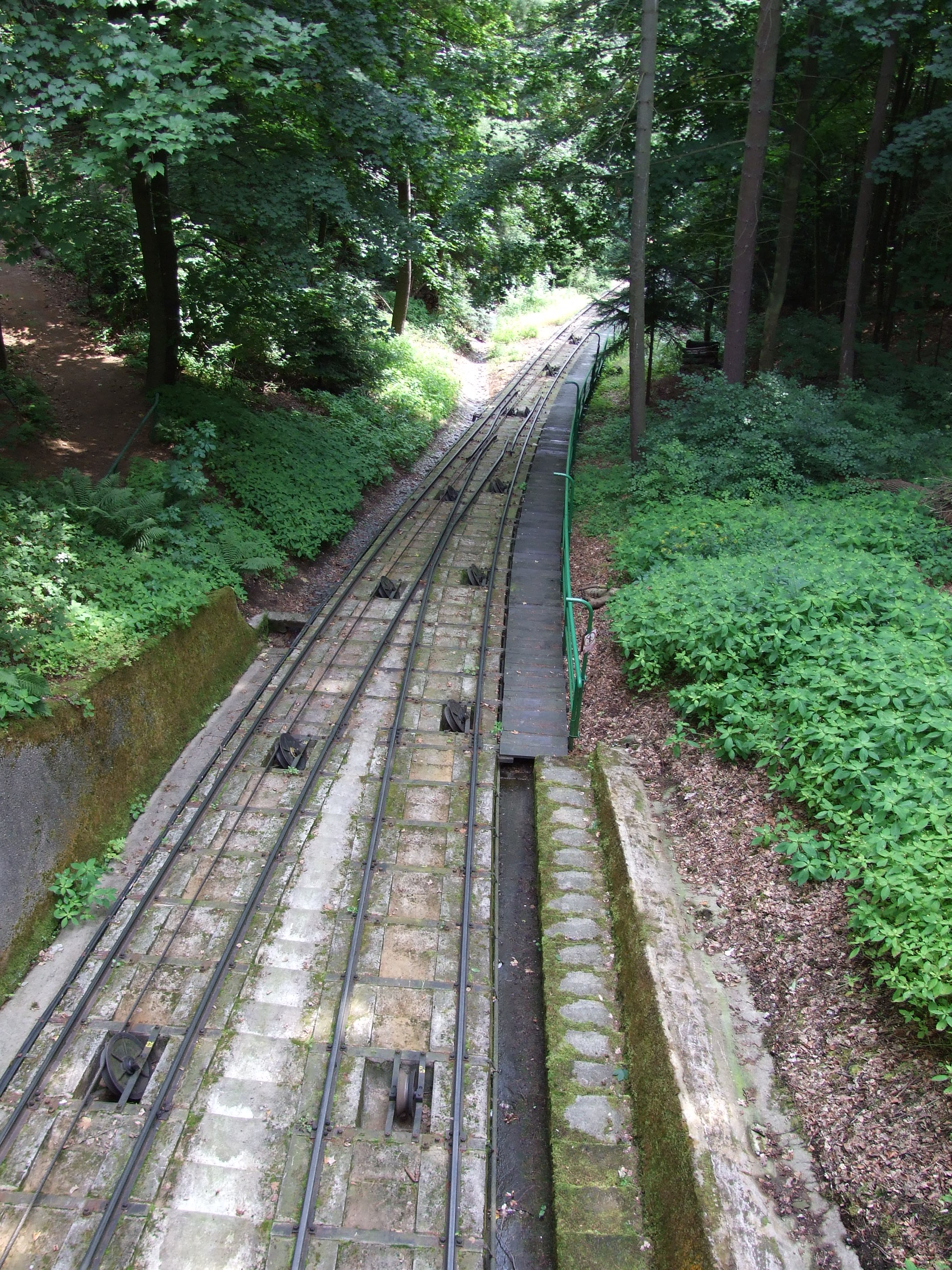
Torowisko widziane ze stacji Jeleni Skok

Kolej linowo-terenowa Diana łącząca ul. Mariańską (Mariánská) ze Wzgórzem Przyjaźni (Výšina přátelství) jest najmłodszą spośród trzech ukończonych karlowarskich kolei linowo-terenowych. Powstała w latach 1911–1912. W dobie powstania była najdłuższą koleją linową w Austro-Węgrzech.

## Historia
O budowie kolei linowej na Wzgórze Przyjaźni (Výšina přátelství) zadecydowano w roku 1911. Zalesione wzniesienie przecinała sieć turystycznych ścieżek, którymi spacerowali kuracjusze, problemem była jednak ich dostępność z położonego w dolinie centrum miasta, gdzie znajdowała się większość obiektów uzdrowiskowych. Kolej została wybudowana w latach 1911–1912 według projektu szwajcarskiego inżyniera H. H. Petera, wykonawcą robót była wiedeńska spółka budowlana Leo Arnoldi, a producentem trakcji i taboru – firma Österreichische Siemens Schuckert Werke. Eksploatację rozpoczęto 5 sierpnia 1912 r., w kilka tygodni po kolei Słowacka - Imperial. Wieżę widokową Diana i restaurację na szczycie Wzgórza Przyjaźni ukończono dopiero dwa lata później, 27 kwietnia 1914 r., wcześniej na wzgórzu nie istniały żadne budynki. Kolej Diana kursowała sezonowo, od kwietnia do października, w 15-minutowych odstępach czasu. W przeciwieństwie do obu kolei do hotelu Imperial, które zbudowała i którymi zarządzała prywatna firma, Diana należała do miasta Karlowe Wary.
W 1954 r. kolej przejęło Przedsiębiorstwo Komunikacyjne Miasta Karlowe Wary (Dopravní podnik města Karlových Var), mimo to nigdy się nie stała częścią systemu komunikacji miejskiej (w przeciwieństwie do kolei Imperial). Od 1960 r. Diana kursowała całorocznie. Od października 1963 do września 1965 r. trwał remont, działalność kolei była na ten czas zawieszona. Dodano nowe wozy, wyremontowano tory i dolną stację. W latach 1972–1974 wymieniono urządzenia elektryczne. Od 1 stycznia 1976 r. koleją Diana, podobnie jak całym karlowarskim transportem publicznym zarządzało przedsiębiorstwo państwowe ČSAD Pilzno – Zakład Komunikacyjny Karlowe Wary (ČSAD Plzeň – dopravní závod Karlovy Vary).
Ze względu na zły stan techniczny funkcjonowanie kolei Diana zostało w 1980 r. zawieszone, a jej dalszy los był niepewny. W 1984 r. rozpoczęto remont generalny, który przeprowadziła polska firma Budimex. Dodano nowe wozy z polskich zakładów Konstal, identyczne jak wcześniej w kolei Imperial – jedyną różnicą był drzwi po obu stronach i napis DIANA na czele. Doszło też do remontu górnej stacji. Wznowienie kursów po remoncie miało miejsce 20 grudnia 1988 r.
W latach 1992–1993 przewoźnikiem był nowo powstały Zakład Komunikacyjny MHD Karlowe Wary ČSAD-u Pilzno (ČSAD Plzeň – dopravní závod MHD Karlovy Vary, MHD to czeski skrót od Miejski Transport Zbiorowy – Městská hromadná doprava), przekształcony w 1993 r. samodzielne miejskie przedsiębiorstwo ČSAD MHD Karlowe Wary, przemianowane w 2001 r. na Przedsiębiorstwo Komunikacyjne Karlowe Wary (Dopravní podnik Karlovy Vary).

## O kolei
Naziemna kolej linowo-terenowa łączy ul. Mariańską (Mariánská) koło Grandhotelu Pupp (nazwa stacji brzmi Hotel Pupp) ze Wzgórzem Przyjaźni (Výšina přátelství), na którym wznosi się wieża widokowa Diana (nazwa stacji brzmi Diana). Dokładnie w połowie trasy znajduje się stacja Jeleni Skok (Jelení skok, nazwa to pochodzi od wzgórza, na które prowadzi biegnący obok stacji szlak turystyczny).
Długość trasy wynosi 453 m. Wagony pokonują 167 m różnicy poziomów (Hotel Pupp – 389 m n.p.m., Diana – 556 m n.p.m.). Czas jazdy wynosi 395 s, czyli około 6,5 minuty. Rozstaw szyn wynosi 1000 mm, linia jest jednotorowa z mijanką na stacji Jeleni Skok (wagon jadący na górę i wagon jadący na dół zatrzymują się na niej jednocześnie), od początku miała napęd elektryczny. Trasę przecinają trzy przejścia podziemne i trzy kładki. Perony są obustronne, wagony mają drzwi z obu stron. Maszynownia (pierwotnie z silnikiem o mocy 61 kW, od roku 1974 o mocy 75 kW, a po wymianie w latach 80. – 51 kW) znajduje się na górnej stacji.
Pierwsze wagony (eksploatowane do roku 1963) były w całości z drewna, z dwoma otwartymi i dwoma zamkniętymi przedziałami i całkowitą pojemnością 36 osób). Jeździły z prędkością 2 m/s. Producentem była firma Siemens AG. Po remoncie w latach 60. dodano nowe wagony marki Tatra, miały one jednak tylko nowe nadwozie osadzone na podwoziu Siemensa z 1912 r. Były w całości metalowe, miały cztery zamknięte przedziały, a ich pojemność wynosiła 40 osób. Po wymianie silnika w 1974 r. jeździły z prędkością 1,75 m/s. Obecne wagony jeżdżą, z prędkością 2,04 m/s od czasu generalnego remontu kolei w latach 1984–1988. Mają pojemność 50 osób. Ich producentem były polskie zakłady Konstal.
Na kolei Diana nie obowiązuje taryfa komunikacji miejskiej, istnieją odrębne bilety, mimo że przewoźnikiem jest komunalne Przedsiębiorstwo Komunikacyjne Karlowe Wary (Dopravní podnik Karlovy Vary). Jeździ ona cały rok z wyjątkiem stycznia, kiedy dokonywany jest przegląd techniczny, w 15-minutowych odstępach.